# Бухар (Атырауская область)
Бухар (каз. Бұқар) — село в Кызылкогинском районе Атырауской области Казахстана. Входит в состав Кызылкогинского аульного округа. Код КАТО — 234037300.

## Население
В 1999 году население села составляло 230 человек (113 мужчин и 117 женщин). По данным переписи 2009 года, в селе проживало 118 человек (69 мужчин и 49 женщин).